# Far View Sites Complex
Le Far View Sites Complex ou Far View Group est une concentration de sites archéologiques du comté de Montezuma, dans le Colorado, aux États-Unis. Protégé au sein du parc national de Mesa Verde, il comprend le Coyote Village, la Far View House, le Far View Reservoir, la Far View Tower, la Megalithic House et la Pipe Shrine House.